# Jørgen Andersen
Jørgen Marius Andersen (Sarpsborg, Østfold, 20 de febrer de 1886 – Sarpsborg, 30 de maig de 1973) va ser un gimnasta noruec que va competir a començaments del segle xx.
El 1912 va prendre part en els Jocs Olímpics d'Estocolm, on va guanyar la medalla de bronze en el concurs per equips, sistema suec del programa de gimnàstica, com a membre de l'equip noruec.
Vuit anys més tard, com a membre de l'equip noruec, va guanyar la medalla de plata en el concurs per equips, sistema lliure dels Jocs d'Anvers.